# Westermalms IF
El Westermalms IF es un equipo de fútbol de Suecia que juega en la Division 6 Estocolmo C, una de las ligas regionales que conforman la octava categoría de fútbol en el país.

## Historia
Fue fundado el 1 de agosto de 1902 en la capital Estocolmo por un grupo de 17 jóvenes que se encontraron en un café de la calle Fleminggatan 62 como un club multideportivo llamado IK Friggs que incluye secciones como balonmano y atletismo, aunque primero se le conoce como un club de fútbol.
Durante los primeros años de fútbol en Suecia fue uno de los clubes más importantes del país, incluso llegó a participar en dos ocasiones no consecutivas en la Allsvenskan, ya que en ambas descendió en su primer año.

Luego de finalizar la Segunda Guerra Mundial, el club ha estado vagando en las divisiones regionales del fútbol de Suecia desde entonces.

## Palmarés
- Division 2 Osvenska Serien: 3[1]

1924/25, 1925/26, 1927/28
- Division 7 Estocolmo F: 1

2013

## Jugadores

### Jugadores destacados
- Herbert Almqvist
- Rune Bergström
- Birger Carlsson

## Clubes afiliados
- Stockholms FF.[4]